# ميخائيل كلاين (كاتب)
ميخائيل كلاين (بالألمانية: Michael Klein)‏ هو كاتب واقتصادي ألماني، ولد في 1952.